# Jack Orlando
Jack Orlando: A Cinematic Adventure (в русской локализации — «Джек Орландо: детектив в стиле 30-х») — point-and-click-квест 1997 года, разработанный польской студией Toontraxx и изданный немецкими компаниями TopWare Interactive и JoWooD Entertainment. В 2001 году была выпущена режиссёрская версия, которая добавляет в игру выбор между лёгкой и обычной сложностью.

## Игровой процесс
Игра представляет собой классический point-and-click-квест. Игрок может взаимодействовать с окружающими объектами различным образом (ходить, обозревать, подбирать, бить и стрелять).

## Сюжет
События игры происходят в 1933 году, когда была внесена 21-я поправка в Конституцию США, отменяющая Сухой закон. Главный герой игры — Джек Томас Орландо, частный детектив, который раньше был известен разоблачением преступников-бутлегеров, и после внесения поправки потерял славу и ушёл в запой. Однажды, возвращаясь домой из бара, он становится свидетелем убийства майора в переулке. Он прибежал на звук выстрела, но убийца оглушает его. На утро его арестовывают полицейские, после чего Орландо разговаривает с инспектором Томом Роджерсом, который заявляет, что все улики указывают на него. Чтобы доказать свою невиновность, Орландо решает провести собственное расследование за 48 часов, пока его не посадили в тюрьму.

## Критика
Игра получила смешанные отзывы критиков.